# Krzysztof Trawicki
Krzysztof Gabriel Trawicki (ur. 24 maja 1955 w Kątach Wrocławskich) – polski polityk, samorządowiec, lekarz weterynarii, poseł na Sejm II kadencji, w latach 2014–2018 wicemarszałek województwa pomorskiego.

## Życiorys
Z zawodu lekarz weterynarii. W 1981 ukończył studia na Wydziale Weterynaryjnym Akademii Rolniczej w Lublinie. Do połowy lat 90. kierował lecznicą dla zwierząt.
Należał do Zjednoczonego Stronnictwa Ludowego, związał się też z NSZZ RI „Solidarność”. Od 1988 do 1990 pełnił funkcję przewodniczącego Gminnej Rady Narodowej w gminie Zblewo. Z listy PSL kandydował do sejmu w wyborach w 1991. W wyborach w 1993 został wybrany posłem II kadencji w okręgu gdańskim z listy Polskiego Stronnictwa Ludowego. W 1997 nie odnowił mandatu. Pełnił funkcje przewodniczącego rady gminy i radnego sejmiku samorządowego województwa gdańskiego, a w latach 1998–2002 wójta gminy Zblewo. Przez następne cztery lata pracował jako etatowy członek zarządu powiatu starogardzkiego. W 2001 bez powodzenia kandydował do Sejmu, a w 2004 do Parlamentu Europejskiego.
Zasiadł we władzach wojewódzkich PSL (w latach 1992–1996 był prezesem wojewódzkim), w 2008 ponownie został prezesem regionalnych struktur partii w województwie pomorskim. W tym samym roku wszedł w skład Naczelnego Komitetu Wykonawczego PSL. Działa również w OSP. W 2006 i w 2010 po raz kolejny zostawał wójtem Zblewa. W obu tych wyborach był także na liście kandydatów do sejmiku pomorskiego. W 2011 i 2015 ponownie był kandydatem PSL do Sejmu z okręgu gdańskiego.
W 2012 utrzymał funkcję prezesa PSL w województwie pomorskim, jednak przestał być członkiem NKW. W 2014 utracił stanowisko wójta, wybrany natomiast został do sejmiku pomorskiego, a 2 grudnia 2014 objął stanowisko wicemarszałka w nowym zarządzie województwa. W 2015 ponownie zasiadł w NKW PSL. W 2018 nie ubiegał się o ponowny wybór do sejmiku, natomiast kandydował na wójta gminy wiejskiej Starogard Gdański, przegrywając w II turze. 26 listopada tego samego roku przestał być członkiem zarządu województwa.
W wyborach do Parlamentu Europejskiego w 2019 bezskutecznie ubiegał się o mandat, startując z listy Koalicji Europejskiej. W wyborach w tym samym roku bez powodzenia kandydował też z ramienia PSL do Sejmu. We wrześniu 2021 został wybrany honorowym prezesem PSL w województwie pomorskim. W 2023 wystartował do niższej izby polskiego parlamentu z ramienia współtworzonej przez swoją partię Trzeciej Drogi. W 2024 ponownie uzyskał mandat radnego województwa.

## Odznaczenia
Odznaczony Złotym Krzyżem Zasługi (1999) oraz Krzyżem Kawalerskim Orderu Odrodzenia Polski (2010). W 2011 otrzymał od ministra edukacji narodowej Medal Komisji Edukacji Narodowej.